# Frederico Ferreira Silva
Frederico Ferreira Silva (ur. 18 marca 1995 w Caldas da Rainha) – portugalski tenisista, reprezentant kraju w Pucharze Davisa, zwycięzca juniorskich turniejów US Open 2012 oraz French Open 2013 w grze podwójnej.

## Kariera tenisowa
W przeciągu kariery wygrał jeden deblowy turniej rangi ATP Challenger Tour. Ponadto wygrał również jeden singlowy turniej rangi ITF.
W 2012 roku, startując w parze z Kyle’em Edmundem zwyciężył w juniorskim turnieju wielkoszlemowego US Open. W finale portugalsko-brytyjska para pokonała duet Nick Kyrgios-Jordan Thompson.
W 2013 roku osiągnął dwa finały juniorskich imprez Wielkiego Szlema w grze podwójnej. Wraz z Kyle’em Edmundem zwyciężył w finale French Open, pokonując w ostatnim meczu Cristiana Garína oraz Nicolása Jarry’ego. Natomiast w US Open, startując w parze z Quentinem Halysem przegrał w finale z Kamilem Majchrzakiem i Martinem Redlickim.
W 2021 podczas Australian Open zadebiutował w turnieju głównym imprezy wielkoszlemowej. Po wygraniu trzech meczów w kwalifikacjach odpadł w pierwszej rundzie z Nickiem Kyrgiosem.
Najwyżej sklasyfikowany w rankingu gry pojedynczej był na 168. miejscu (24 maja 2021), a w klasyfikacji gry podwójnej na 242. pozycji (29 sierpnia 2016).

### Zwycięstwa w turniejach ATP Challenger Tour w grze podwójnej
| Końcowy wynik | Nr | Data                | Turniej      | Nawierzchnia | Partner      | Przeciwnicy                     | Wynik finału |
| ------------- | -- | ------------------- | ------------ | ------------ | ------------ | ------------------------------- | ------------ |
| Zwycięzca     | 1. | 4 października 2015 | Porto Alegre | Ceglana      | Gastão Elias | Cristian Garín Juan Carlos Sáez | 6:2, 6:4     |

### Finały juniorskich turniejów wielkoszlemowych w grze podwójnej (2–1)
| Końcowy wynik | Nr | Data            | Turniej            | Nawierzchnia | Partner       | Przeciwnicy                     | Wynik finału   |
| ------------- | -- | --------------- | ------------------ | ------------ | ------------- | ------------------------------- | -------------- |
| Zwycięzca     | 1. | 8 września 2012 | US Open, Nowy Jork | Twarda       | Kyle Edmund   | Nick Kyrgios Jordan Thompson    | 5:7, 6:4, 10–7 |
| Zwycięzca     | 2. | 8 czerwca 2013  | French Open, Paryż | Ceglana      | Kyle Edmund   | Cristian Garín Nicolás Jarry    | 6:3, 6:3       |
| Finalista     | 1. | 7 września 2013 | US Open, Nowy Jork | Twarda       | Quentin Halys | Kamil Majchrzak Martin Redlicki | 3:6, 4:6       |